# Gradiz
Gradiz é uma povoação portuguesa do Município de Aguiar da Beira que foi sede da Freguesia de Gradiz, freguesia que tinha 12,75 km² de área e 159 habitantes (2011), e, por isso, uma densidade populacional de 12,5 hab/km².
A Freguesia de Gradiz foi extinta (agregada) em 2013, no âmbito de uma reforma administrativa nacional, tendo sido agregada à Freguesia de Sequeiros, para formar uma nova freguesia denominada União das Freguesias de Sequeiros e Gradiz.

## Etimologia
Do baixo-latim [Villa] Gradilici, 'a quinta de Gradila'.

## Geografia
Localizada na extremidade norte do município, Gradiz tem como vizinhos as localidades de Sequeiros a sueste e Aguiar da Beira a sul e o Município de Sernancelhe a norte.

## População
| População da freguesia de Gradiz | População da freguesia de Gradiz | População da freguesia de Gradiz | População da freguesia de Gradiz | População da freguesia de Gradiz | População da freguesia de Gradiz | População da freguesia de Gradiz | População da freguesia de Gradiz | População da freguesia de Gradiz | População da freguesia de Gradiz | População da freguesia de Gradiz | População da freguesia de Gradiz | População da freguesia de Gradiz | População da freguesia de Gradiz | População da freguesia de Gradiz |
| -------------------------------- | -------------------------------- | -------------------------------- | -------------------------------- | -------------------------------- | -------------------------------- | -------------------------------- | -------------------------------- | -------------------------------- | -------------------------------- | -------------------------------- | -------------------------------- | -------------------------------- | -------------------------------- | -------------------------------- |
| 1864                             | 1878                             | 1890                             | 1900                             | 1911                             | 1920                             | 1930                             | 1940                             | 1950                             | 1960                             | 1970                             | 1981                             | 1991                             | 2001                             | 2011                             |
| 383                              | 402                              | 444                              | 403                              | 432                              | 402                              | 310                              | 344                              | 368                              | 391                              | 305                              | 266                              | 269                              | 212                              | 159                              |

## Personalidades
- Joaquim de Santa Rosa de Viterbo (1744-1822) - historiador natural de Gradiz[5].